# 달마산 (전남)
달마산(達摩山)은 전라남도 해남군에 있는 높이 489m의 산이다. 북쪽에는 두륜산이 있다.
서쪽 골짜기에는 미황사(美黃寺)가 자리잡고 있다. 이 사찰의 대웅전은 보물 947호로 지정되어 있다.

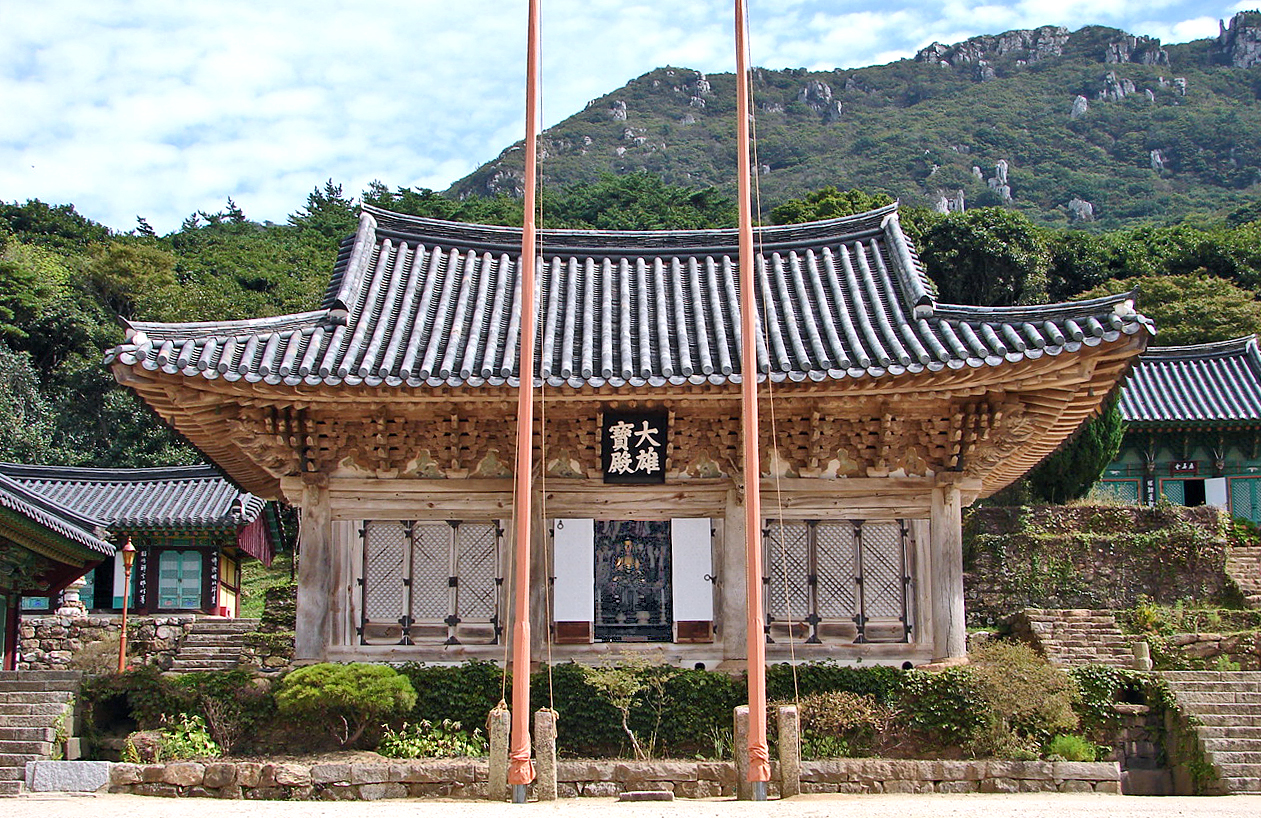
미황사는 조계종 제22교구 본사 대둔사의 말사.

## 같이 보기
- 한국의 산
- 미황사